# 1771
Portal Geschichte | Portal Biografien | Aktuelle Ereignisse | Jahreskalender | Tagesartikel

◄ |
17. Jahrhundert |
18. Jahrhundert
| 19. Jahrhundert | ►

◄ |
1740er |
1750er |
1760er |
1770er
| 1780er | 1790er | 1800er | ►

◄◄ |
◄ |
1767 |
1768 |
1769 |
1770 |
1771
| 1772 | 1773 | 1774 | 1775 | ► | ►►
Staatsoberhäupter  · Nekrolog · Kunstjahr · Literaturjahr · Musikjahr
| Januar | Januar | Januar | Januar | Januar | Januar | Januar | Januar |
| Kw     | Mo     | Di     | Mi     | Do     | Fr     | Sa     | So     |
| 1      |        | 1      | 2      | 3      | 4      | 5      | 6      |
| 2      | 7      | 8      | 9      | 10     | 11     | 12     | 13     |
| 3      | 14     | 15     | 16     | 17     | 18     | 19     | 20     |
| 4      | 21     | 22     | 23     | 24     | 25     | 26     | 27     |
| 5      | 28     | 29     | 30     | 31     |        |        |        |
| ------ | ------ | ------ | ------ | ------ | ------ | ------ | ------ |

| Februar | Februar | Februar | Februar | Februar | Februar | Februar | Februar |
| Kw      | Mo      | Di      | Mi      | Do      | Fr      | Sa      | So      |
| 5       |         |         |         |         | 1       | 2       | 3       |
| 6       | 4       | 5       | 6       | 7       | 8       | 9       | 10      |
| 7       | 11      | 12      | 13      | 14      | 15      | 16      | 17      |
| 8       | 18      | 19      | 20      | 21      | 22      | 23      | 24      |
| 9       | 25      | 26      | 27      | 28      |         |         |         |
| ------- | ------- | ------- | ------- | ------- | ------- | ------- | ------- |

| März | März | März | März | März | März | März | März |
| Kw   | Mo   | Di   | Mi   | Do   | Fr   | Sa   | So   |
| 9    |      |      |      |      | 1    | 2    | 3    |
| 10   | 4    | 5    | 6    | 7    | 8    | 9    | 10   |
| 11   | 11   | 12   | 13   | 14   | 15   | 16   | 17   |
| 12   | 18   | 19   | 20   | 21   | 22   | 23   | 24   |
| 13   | 25   | 26   | 27   | 28   | 29   | 30   | 31   |
| ---- | ---- | ---- | ---- | ---- | ---- | ---- | ---- |

| April | April | April | April | April | April | April | April |
| Kw    | Mo    | Di    | Mi    | Do    | Fr    | Sa    | So    |
| 14    | 1     | 2     | 3     | 4     | 5     | 6     | 7     |
| 15    | 8     | 9     | 10    | 11    | 12    | 13    | 14    |
| 16    | 15    | 16    | 17    | 18    | 19    | 20    | 21    |
| 17    | 22    | 23    | 24    | 25    | 26    | 27    | 28    |
| 18    | 29    | 30    |       |       |       |       |       |
| ----- | ----- | ----- | ----- | ----- | ----- | ----- | ----- |

| Mai | Mai | Mai | Mai | Mai | Mai | Mai | Mai |
| Kw  | Mo  | Di  | Mi  | Do  | Fr  | Sa  | So  |
| 18  |     |     | 1   | 2   | 3   | 4   | 5   |
| 19  | 6   | 7   | 8   | 9   | 10  | 11  | 12  |
| 20  | 13  | 14  | 15  | 16  | 17  | 18  | 19  |
| 21  | 20  | 21  | 22  | 23  | 24  | 25  | 26  |
| 22  | 27  | 28  | 29  | 30  | 31  |     |     |
| --- | --- | --- | --- | --- | --- | --- | --- |

| Juni | Juni | Juni | Juni | Juni | Juni | Juni | Juni |
| Kw   | Mo   | Di   | Mi   | Do   | Fr   | Sa   | So   |
| 22   |      |      |      |      |      | 1    | 2    |
| 23   | 3    | 4    | 5    | 6    | 7    | 8    | 9    |
| 24   | 10   | 11   | 12   | 13   | 14   | 15   | 16   |
| 25   | 17   | 18   | 19   | 20   | 21   | 22   | 23   |
| 26   | 24   | 25   | 26   | 27   | 28   | 29   | 30   |
| ---- | ---- | ---- | ---- | ---- | ---- | ---- | ---- |

| Juli | Juli | Juli | Juli | Juli | Juli | Juli | Juli |
| Kw   | Mo   | Di   | Mi   | Do   | Fr   | Sa   | So   |
| 27   | 1    | 2    | 3    | 4    | 5    | 6    | 7    |
| 28   | 8    | 9    | 10   | 11   | 12   | 13   | 14   |
| 29   | 15   | 16   | 17   | 18   | 19   | 20   | 21   |
| 30   | 22   | 23   | 24   | 25   | 26   | 27   | 28   |
| 31   | 29   | 30   | 31   |      |      |      |      |
| ---- | ---- | ---- | ---- | ---- | ---- | ---- | ---- |

| August | August | August | August | August | August | August | August |
| Kw     | Mo     | Di     | Mi     | Do     | Fr     | Sa     | So     |
| 31     |        |        |        | 1      | 2      | 3      | 4      |
| 32     | 5      | 6      | 7      | 8      | 9      | 10     | 11     |
| 33     | 12     | 13     | 14     | 15     | 16     | 17     | 18     |
| 34     | 19     | 20     | 21     | 22     | 23     | 24     | 25     |
| 35     | 26     | 27     | 28     | 29     | 30     | 31     |        |
| ------ | ------ | ------ | ------ | ------ | ------ | ------ | ------ |

| September | September | September | September | September | September | September | September |
| Kw        | Mo        | Di        | Mi        | Do        | Fr        | Sa        | So        |
| 35        |           |           |           |           |           |           | 1         |
| 36        | 2         | 3         | 4         | 5         | 6         | 7         | 8         |
| 37        | 9         | 10        | 11        | 12        | 13        | 14        | 15        |
| 38        | 16        | 17        | 18        | 19        | 20        | 21        | 22        |
| 39        | 23        | 24        | 25        | 26        | 27        | 28        | 29        |
| 40        | 30        |           |           |           |           |           |           |
| --------- | --------- | --------- | --------- | --------- | --------- | --------- | --------- |

| Oktober | Oktober | Oktober | Oktober | Oktober | Oktober | Oktober | Oktober |
| Kw      | Mo      | Di      | Mi      | Do      | Fr      | Sa      | So      |
| 40      |         | 1       | 2       | 3       | 4       | 5       | 6       |
| 41      | 7       | 8       | 9       | 10      | 11      | 12      | 13      |
| 42      | 14      | 15      | 16      | 17      | 18      | 19      | 20      |
| 43      | 21      | 22      | 23      | 24      | 25      | 26      | 27      |
| 44      | 28      | 29      | 30      | 31      |         |         |         |
| ------- | ------- | ------- | ------- | ------- | ------- | ------- | ------- |

| November | November | November | November | November | November | November | November |
| Kw       | Mo       | Di       | Mi       | Do       | Fr       | Sa       | So       |
| 44       |          |          |          |          | 1        | 2        | 3        |
| 45       | 4        | 5        | 6        | 7        | 8        | 9        | 10       |
| 46       | 11       | 12       | 13       | 14       | 15       | 16       | 17       |
| 47       | 18       | 19       | 20       | 21       | 22       | 23       | 24       |
| 48       | 25       | 26       | 27       | 28       | 29       | 30       |          |
| -------- | -------- | -------- | -------- | -------- | -------- | -------- | -------- |

| Dezember | Dezember | Dezember | Dezember | Dezember | Dezember | Dezember | Dezember |
| Kw       | Mo       | Di       | Mi       | Do       | Fr       | Sa       | So       |
| 48       |          |          |          |          |          |          | 1        |
| 49       | 2        | 3        | 4        | 5        | 6        | 7        | 8        |
| 50       | 9        | 10       | 11       | 12       | 13       | 14       | 15       |
| 51       | 16       | 17       | 18       | 19       | 20       | 21       | 22       |
| 52       | 23       | 24       | 25       | 26       | 27       | 28       | 29       |
| 1        | 30       | 31       |          |          |          |          |          |
| -------- | -------- | -------- | -------- | -------- | -------- | -------- | -------- |

| Januar | Januar | Januar | Januar | Januar | Januar | Januar | Januar |
| Kw     | Mo     | Di     | Mi     | Do     | Fr     | Sa     | So     |
| 1      |        | 1      | 2      | 3      | 4      | 5      | 6      |
| 2      | 7      | 8      | 9      | 10     | 11     | 12     | 13     |
| 3      | 14     | 15     | 16     | 17     | 18     | 19     | 20     |
| 4      | 21     | 22     | 23     | 24     | 25     | 26     | 27     |
| 5      | 28     | 29     | 30     | 31     |        |        |        |
| ------ | ------ | ------ | ------ | ------ | ------ | ------ | ------ |

| Februar | Februar | Februar | Februar | Februar | Februar | Februar | Februar |
| Kw      | Mo      | Di      | Mi      | Do      | Fr      | Sa      | So      |
| 5       |         |         |         |         | 1       | 2       | 3       |
| 6       | 4       | 5       | 6       | 7       | 8       | 9       | 10      |
| 7       | 11      | 12      | 13      | 14      | 15      | 16      | 17      |
| 8       | 18      | 19      | 20      | 21      | 22      | 23      | 24      |
| 9       | 25      | 26      | 27      | 28      |         |         |         |
| ------- | ------- | ------- | ------- | ------- | ------- | ------- | ------- |

| März | März | März | März | März | März | März | März |
| Kw   | Mo   | Di   | Mi   | Do   | Fr   | Sa   | So   |
| 9    |      |      |      |      | 1    | 2    | 3    |
| 10   | 4    | 5    | 6    | 7    | 8    | 9    | 10   |
| 11   | 11   | 12   | 13   | 14   | 15   | 16   | 17   |
| 12   | 18   | 19   | 20   | 21   | 22   | 23   | 24   |
| 13   | 25   | 26   | 27   | 28   | 29   | 30   | 31   |
| ---- | ---- | ---- | ---- | ---- | ---- | ---- | ---- |

| April | April | April | April | April | April | April | April |
| Kw    | Mo    | Di    | Mi    | Do    | Fr    | Sa    | So    |
| 14    | 1     | 2     | 3     | 4     | 5     | 6     | 7     |
| 15    | 8     | 9     | 10    | 11    | 12    | 13    | 14    |
| 16    | 15    | 16    | 17    | 18    | 19    | 20    | 21    |
| 17    | 22    | 23    | 24    | 25    | 26    | 27    | 28    |
| 18    | 29    | 30    |       |       |       |       |       |
| ----- | ----- | ----- | ----- | ----- | ----- | ----- | ----- |

| Mai | Mai | Mai | Mai | Mai | Mai | Mai | Mai |
| Kw  | Mo  | Di  | Mi  | Do  | Fr  | Sa  | So  |
| 18  |     |     | 1   | 2   | 3   | 4   | 5   |
| 19  | 6   | 7   | 8   | 9   | 10  | 11  | 12  |
| 20  | 13  | 14  | 15  | 16  | 17  | 18  | 19  |
| 21  | 20  | 21  | 22  | 23  | 24  | 25  | 26  |
| 22  | 27  | 28  | 29  | 30  | 31  |     |     |
| --- | --- | --- | --- | --- | --- | --- | --- |

| Juni | Juni | Juni | Juni | Juni | Juni | Juni | Juni |
| Kw   | Mo   | Di   | Mi   | Do   | Fr   | Sa   | So   |
| 22   |      |      |      |      |      | 1    | 2    |
| 23   | 3    | 4    | 5    | 6    | 7    | 8    | 9    |
| 24   | 10   | 11   | 12   | 13   | 14   | 15   | 16   |
| 25   | 17   | 18   | 19   | 20   | 21   | 22   | 23   |
| 26   | 24   | 25   | 26   | 27   | 28   | 29   | 30   |
| ---- | ---- | ---- | ---- | ---- | ---- | ---- | ---- |

| Juli | Juli | Juli | Juli | Juli | Juli | Juli | Juli |
| Kw   | Mo   | Di   | Mi   | Do   | Fr   | Sa   | So   |
| 27   | 1    | 2    | 3    | 4    | 5    | 6    | 7    |
| 28   | 8    | 9    | 10   | 11   | 12   | 13   | 14   |
| 29   | 15   | 16   | 17   | 18   | 19   | 20   | 21   |
| 30   | 22   | 23   | 24   | 25   | 26   | 27   | 28   |
| 31   | 29   | 30   | 31   |      |      |      |      |
| ---- | ---- | ---- | ---- | ---- | ---- | ---- | ---- |

| August | August | August | August | August | August | August | August |
| Kw     | Mo     | Di     | Mi     | Do     | Fr     | Sa     | So     |
| 31     |        |        |        | 1      | 2      | 3      | 4      |
| 32     | 5      | 6      | 7      | 8      | 9      | 10     | 11     |
| 33     | 12     | 13     | 14     | 15     | 16     | 17     | 18     |
| 34     | 19     | 20     | 21     | 22     | 23     | 24     | 25     |
| 35     | 26     | 27     | 28     | 29     | 30     | 31     |        |
| ------ | ------ | ------ | ------ | ------ | ------ | ------ | ------ |

| September | September | September | September | September | September | September | September |
| Kw        | Mo        | Di        | Mi        | Do        | Fr        | Sa        | So        |
| 35        |           |           |           |           |           |           | 1         |
| 36        | 2         | 3         | 4         | 5         | 6         | 7         | 8         |
| 37        | 9         | 10        | 11        | 12        | 13        | 14        | 15        |
| 38        | 16        | 17        | 18        | 19        | 20        | 21        | 22        |
| 39        | 23        | 24        | 25        | 26        | 27        | 28        | 29        |
| 40        | 30        |           |           |           |           |           |           |
| --------- | --------- | --------- | --------- | --------- | --------- | --------- | --------- |

| Oktober | Oktober | Oktober | Oktober | Oktober | Oktober | Oktober | Oktober |
| Kw      | Mo      | Di      | Mi      | Do      | Fr      | Sa      | So      |
| 40      |         | 1       | 2       | 3       | 4       | 5       | 6       |
| 41      | 7       | 8       | 9       | 10      | 11      | 12      | 13      |
| 42      | 14      | 15      | 16      | 17      | 18      | 19      | 20      |
| 43      | 21      | 22      | 23      | 24      | 25      | 26      | 27      |
| 44      | 28      | 29      | 30      | 31      |         |         |         |
| ------- | ------- | ------- | ------- | ------- | ------- | ------- | ------- |

| November | November | November | November | November | November | November | November |
| Kw       | Mo       | Di       | Mi       | Do       | Fr       | Sa       | So       |
| 44       |          |          |          |          | 1        | 2        | 3        |
| 45       | 4        | 5        | 6        | 7        | 8        | 9        | 10       |
| 46       | 11       | 12       | 13       | 14       | 15       | 16       | 17       |
| 47       | 18       | 19       | 20       | 21       | 22       | 23       | 24       |
| 48       | 25       | 26       | 27       | 28       | 29       | 30       |          |
| -------- | -------- | -------- | -------- | -------- | -------- | -------- | -------- |

| Dezember | Dezember | Dezember | Dezember | Dezember | Dezember | Dezember | Dezember |
| Kw       | Mo       | Di       | Mi       | Do       | Fr       | Sa       | So       |
| 48       |          |          |          |          |          |          | 1        |
| 49       | 2        | 3        | 4        | 5        | 6        | 7        | 8        |
| 50       | 9        | 10       | 11       | 12       | 13       | 14       | 15       |
| 51       | 16       | 17       | 18       | 19       | 20       | 21       | 22       |
| 52       | 23       | 24       | 25       | 26       | 27       | 28       | 29       |
| 1        | 30       | 31       |          |          |          |          |          |
| -------- | -------- | -------- | -------- | -------- | -------- | -------- | -------- |

## Ereignisse

### Politik und Weltgeschehen

#### Schweden

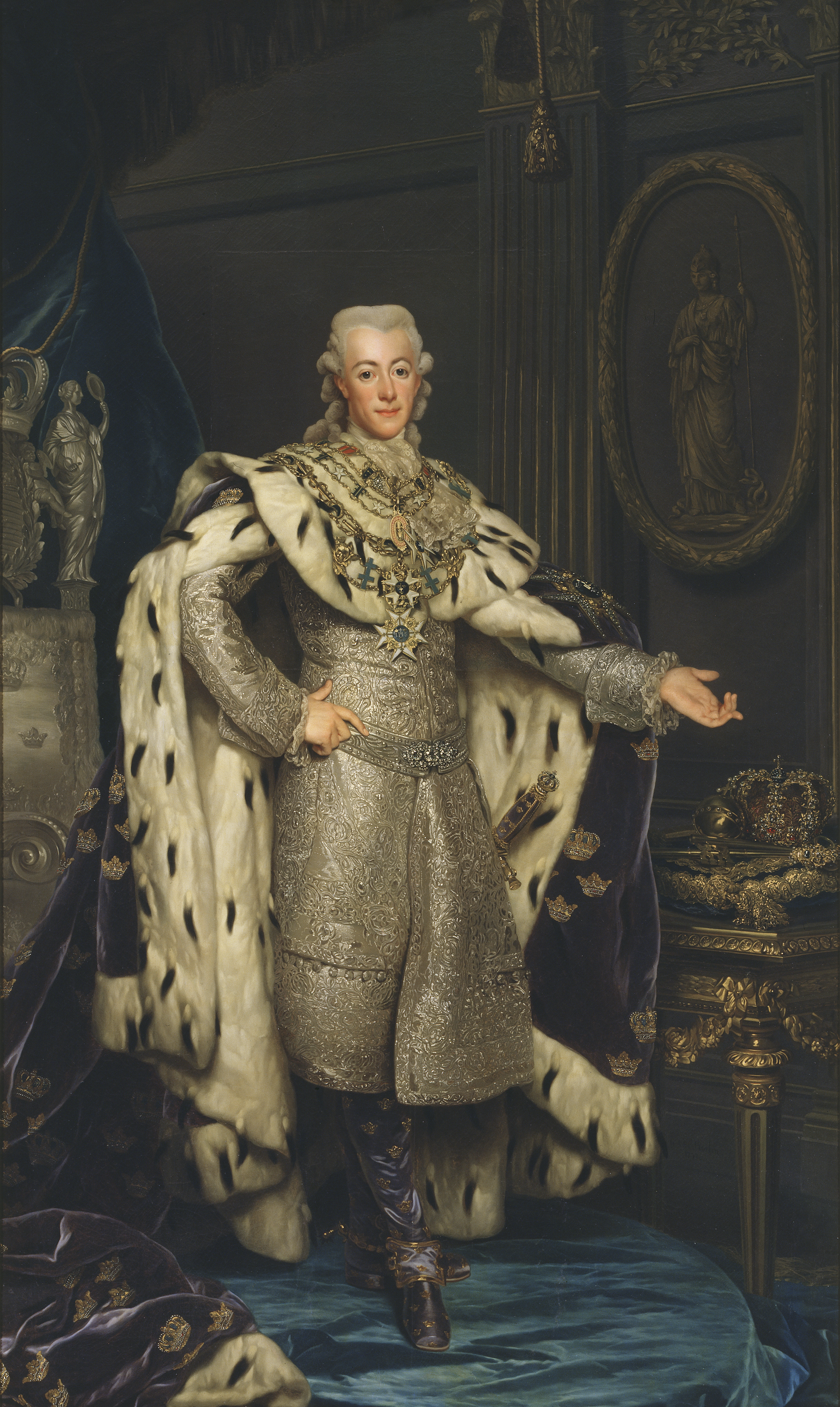
Gustav III. von Schweden

- 12. Februar: Nach dem Tod von König Adolf Friedrich wird sein Sohn Gustav III. König von Schweden. Er befindet sich zu diesem Zeitpunkt gerade in Paris. Dort unterschreibt er eine ihm vom Reichsrat vorgelegte Verpflichtung auf die bestehende Verfassung. Zugleich sichert er sich die Unterstützung des französischen Königs beim bevorstehenden Ständereichstag. Im Reichstag stehen sich zwei Parteien aus Adel und Nichtadligen unversöhnlich gegenüber. Gustav III. bemüht sich zunächst um einen Ausgleich zwischen den beiden Parteien.

#### Krieg der Konföderation von Bar
- 22. Februar: Die Konföderation von Bar verteidigt Burg Lanckorona und das dazugehörende Städtchen Lanckorona erfolgreich gegen die zahlenmäßig überlegene Kaiserlich Russische Armee.
- 23. Mai: Die durch Frankreich und die Habsburgermonarchie unterstützte polnisch-litauische Konföderation von Bar erleidet in der Schlacht bei Lanckorona eine vernichtende Niederlage gegen Russland, weil ihr neuer Kommandeur, der französische Gesandte Charles Dumouriez, am frühen Morgen durch Suvorovs Truppen entführt worden ist und sie ohne militärische Führung kämpfen. Viele Historiker gehen davon aus, dass Dumouriez in Wahrheit Sabotage beging, da er wegen der traditionell demokratischen Strukturen Polen-Litauens eigentlich ein ausgesprochener Gegner der Adelsrepublik ist.

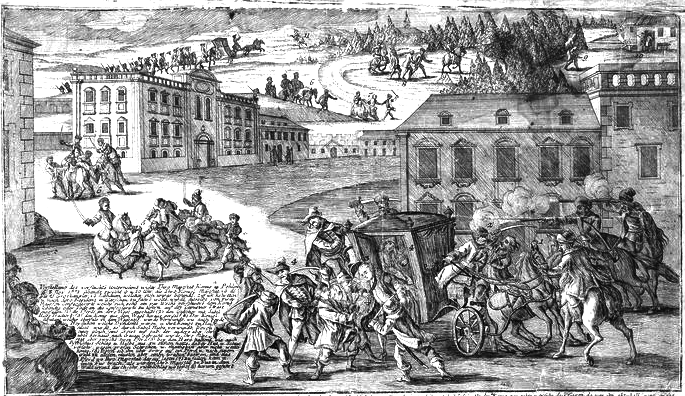
Die versuchte Entführung Stanisław August Poniatowskis

- 3. November: Der Versuch, den polnischen König Stanislaus II. August Poniatowski zu entführen, liefert Österreich den Grund, die Unterstützung für die Konföderation zu beenden.

#### Russland/Osmanisches Reich
- 17. Juni: Daskalogiannis, der Anführer des von Russland initiierten kretischen Aufstandes gegen das Osmanische Reich, wird bei lebendigem Leib gehäutet.
- 13./14. Juni: In der Nacht bricht Wassili Michailowitsch Dolgoruki mit seinen Truppen unter dem Oberbefehl von Pjotr Iwanowitsch Panin durch die befestigte Linie von Perekop und erobert bis Ende Juli die gesamte Krim. Dafür erhält er den Beinamen Krimski.

#### Weitere Ereignisse in Europa
- 23. Februar: In Frankreich wird ein Edikt zu einer Justizreform erlassen.
- 21. Oktober: Aufgrund fehlender männlicher Erben fällt die katholische Markgrafschaft Baden-Baden nach dem Tod des letzten Markgrafen August Georg Simpert auf Basis eines Erbvertrags von 1765 an die protestantische Linie Baden-Durlach. Damit regiert Markgraf Karl Friedrich die wiedervereinigte Markgrafschaft Baden.

#### Asien
Die Kalmücken, formell unter russischer Oberhoheit, verlassen am 5. Januar unter Ubashi Khan das Wolgagebiet und ziehen an den Ili. Die Flüchtlinge ziehen unter großen Entbehrungen an Futter und Nahrung über den Ural in die Turgai-Region. Den Rest des Weges werden sie nacheinander von den Kasachen unter Nurali (Kleine Horde) und Ablai Khan (Mittlere und Große Horde) sowie den Kirgisen angegriffen und ihrer Herden beraubt, viele verhungern und verdursten, werden getötet oder versklavt. Lediglich 66.000 Überlebende von den ursprünglich 169.000 gelangen zum Ili, wo sie von der Verwaltung Qing-Chinas Unterstützung erhalten und vier Weidegebiete zugewiesen bekommen. Die Kalmückenführer werden nach Jehol beordert und dort vom Kaiser Qianlong ehrenvoll empfangen.
Kaiserin Go-Sakuramachi übergibt ihrem Neffen Go-Momozono den Thron Japans.

#### Falklandinseln
- 21. Januar: Die Falklandkrise zwischen dem Königreich Großbritannien und Spanien wird mittels einer Einigung beendet. Großbritannien erhält die im Vorjahr von Spanien eroberte Siedlung Port Egmont zurück, die Frage der Zugehörigkeit der Falklandinseln wird hingegen nicht abschließend geklärt. Am 15. September übernimmt eine britische Flottille Port Egmont wieder.

#### Nordamerika
- 16. Mai: Die Schlacht von Alamance beendet den sogenannten Aufstand der Regulatoren, eine Rebellion im kolonialen North Carolina gegen die lokalen Autoritäten und deren Steuererhebungen. Governor William Tryon unterdrückt die Rebellion.

### Wirtschaft
- Karl Gottlieb von Windisch gründet das Preßburgische Wochenblatt zur Ausbreitung der Künste und Wissenschaften.
- Die Wiener Börse wird als eine der ältesten Börsen der Welt von Kaiserin Maria Theresia gegründet.

### Wissenschaft und Technik

#### Forschungsreisen
- 13. Juli: James Cook kehrt von seiner ersten Südseeexpedition nach England zurück. Am 14. August stellt der Erste Lord der Admiralität John Montagu, 4. Earl of Sandwich, ihn König Georg III. vor, der ihn persönlich zum Fregattenkapitän befördert.
- Von Frankreich aus brechen zwei Expeditionen mit jeweils zwei Schiffen in das Südmeer auf. Die Kommandanten sind Yves Joseph de Kerguelen de Trémarec, der am 1. Mai von Lorient aus in See sticht, und Marc-Joseph Marion du Fresne, dessen Reise am 18. Oktober beginnt. Erstes Ziel Kerguelens ist die seinerzeit noch als Île de France bezeichnete Insel Mauritius, deren Haupthafen Port Louis am 19. August erreicht wird. Die Expedition verlässt die Île de France am 13. September mit dem Ziel, eine direktere Route zwischen der Île de France und dem ebenfalls zu Frankreich zählenden Hafen Pondicherry an der indischen Südküste zu suchen. Die beiden Schiffe steuern also zunächst in nördlicher Richtung und erreichen auch die Insel Ceylon. Ungünstige Winde zwingen Kerguelen dann aber zum Abbruch des Unternehmens. Einzige Entdeckung ist eine Sandbank in der Nähe der Insel Coëtivy, die den Namen Banc de Fortune erhält. Am 8. Dezember kehren die Schiffe nach Port Louis zurück. Du Fresnes Expedition begibt sich auf der Suche nach dem sagenhaften Südkontinent Terra Australis über Réunion, Madagaskar und Kapstadt mit einem kurzen Zwischenhalt auf Tasmanien nach Neuseeland.

#### Naturwissenschaften
- 19. Februar: Charles Messier findet bei Himmelsbeobachtungen im Virgo-Galaxienhaufen die erste Galaxie, Messier 49. Sie ist eine elliptische Galaxie in etwa 60 Millionen Lichtjahre Entfernung.
- Der deutsch-schwedische Chemiker Carl Wilhelm Scheele entdeckt während seiner Tätigkeit an der Universität Uppsala das Element Sauerstoff.
- Distickstoffmonoxid, später unter dem Namen Lachgas bekannt, wird erstmals vom englischen Pfarrer und Chemiker Joseph Priestley rein dargestellt und beschrieben.

### Kultur

#### Bildende Kunst

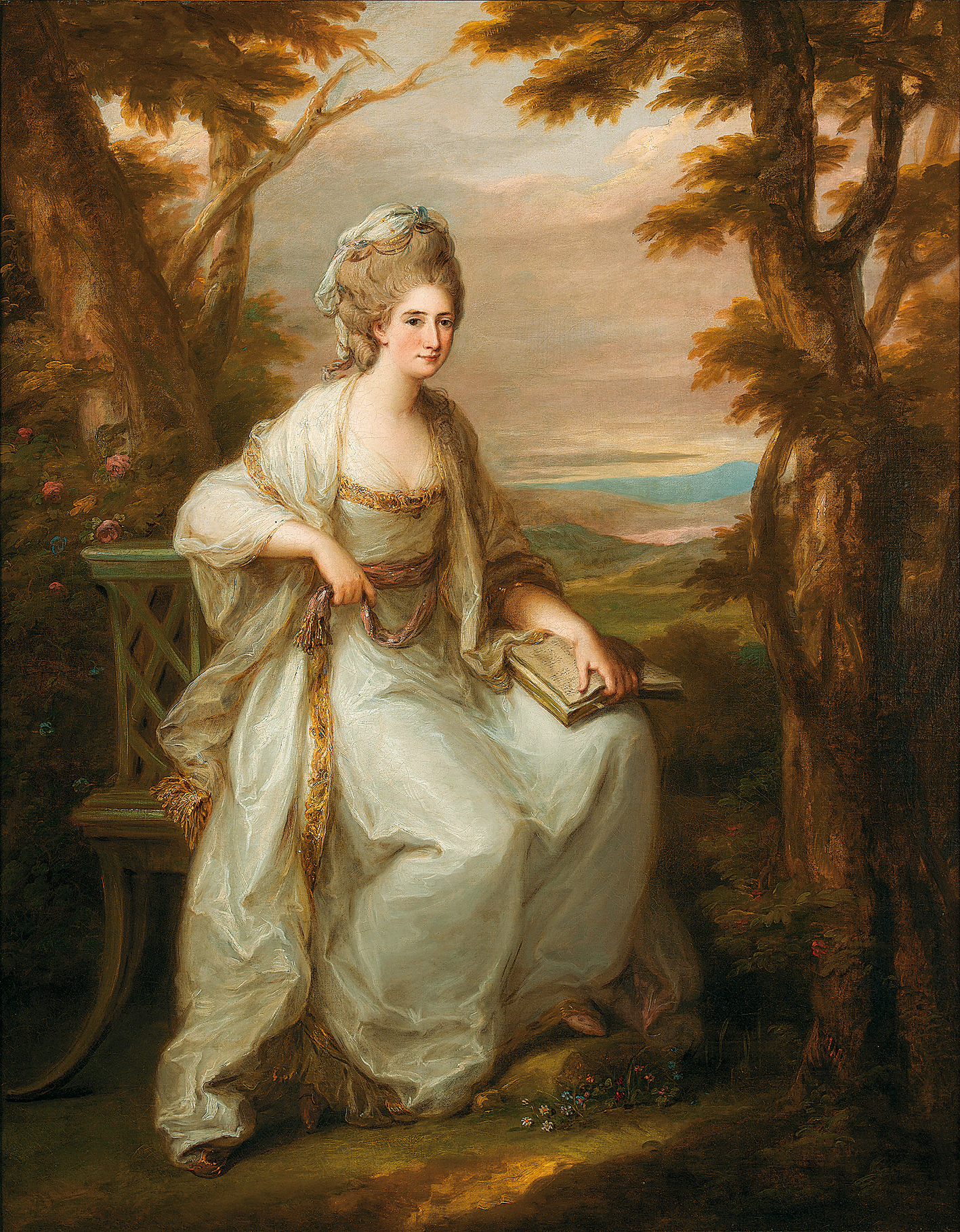
Bildnis Anne Loudoun

- Angelika Kauffmann malt in Öl auf Leinwand das Bildnis Anne Loudoun, Lady Henderson of Fordell. Das Porträt ist in besonderem Maße von Thomas Gainsborough beeinflusst.

#### Literatur

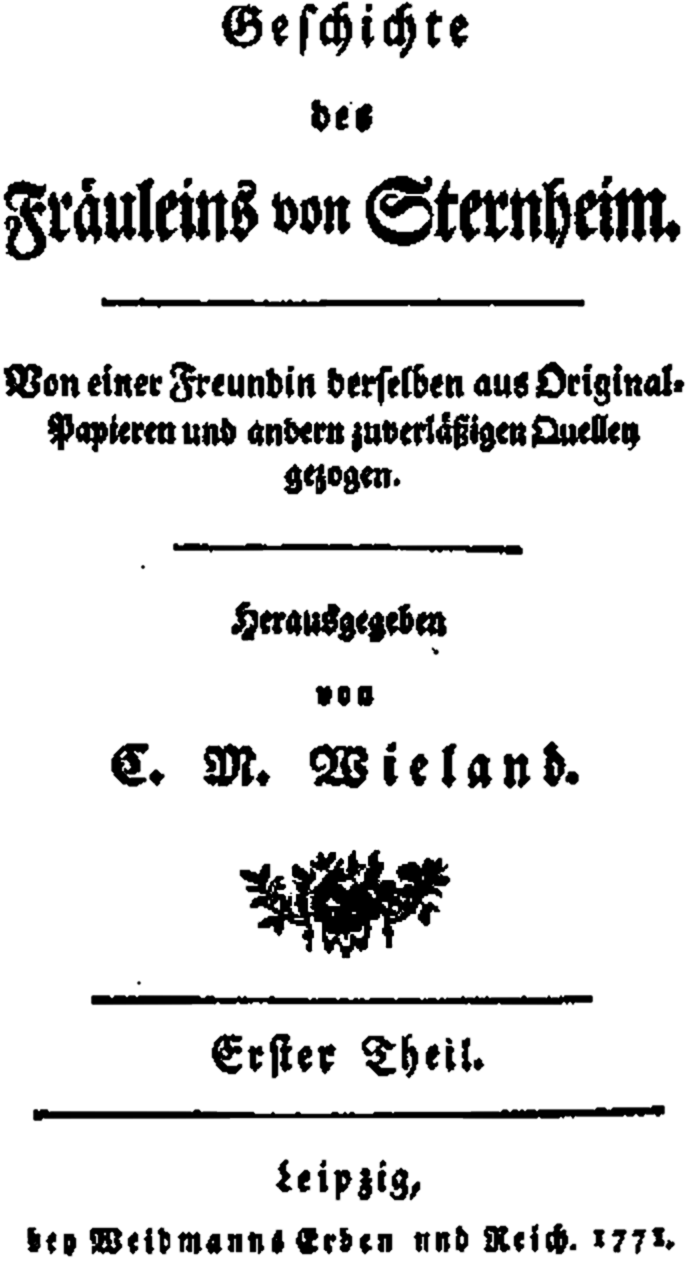
Titelblatt der Erstausgabe des ersten Teils

#### Musik und Theater
- 18. April: Die Uraufführung der Operette Der Dorfbalbier von Johann Adam Hiller nach dem Libretto von Christian Felix Weiße erfolgt in Leipzig.

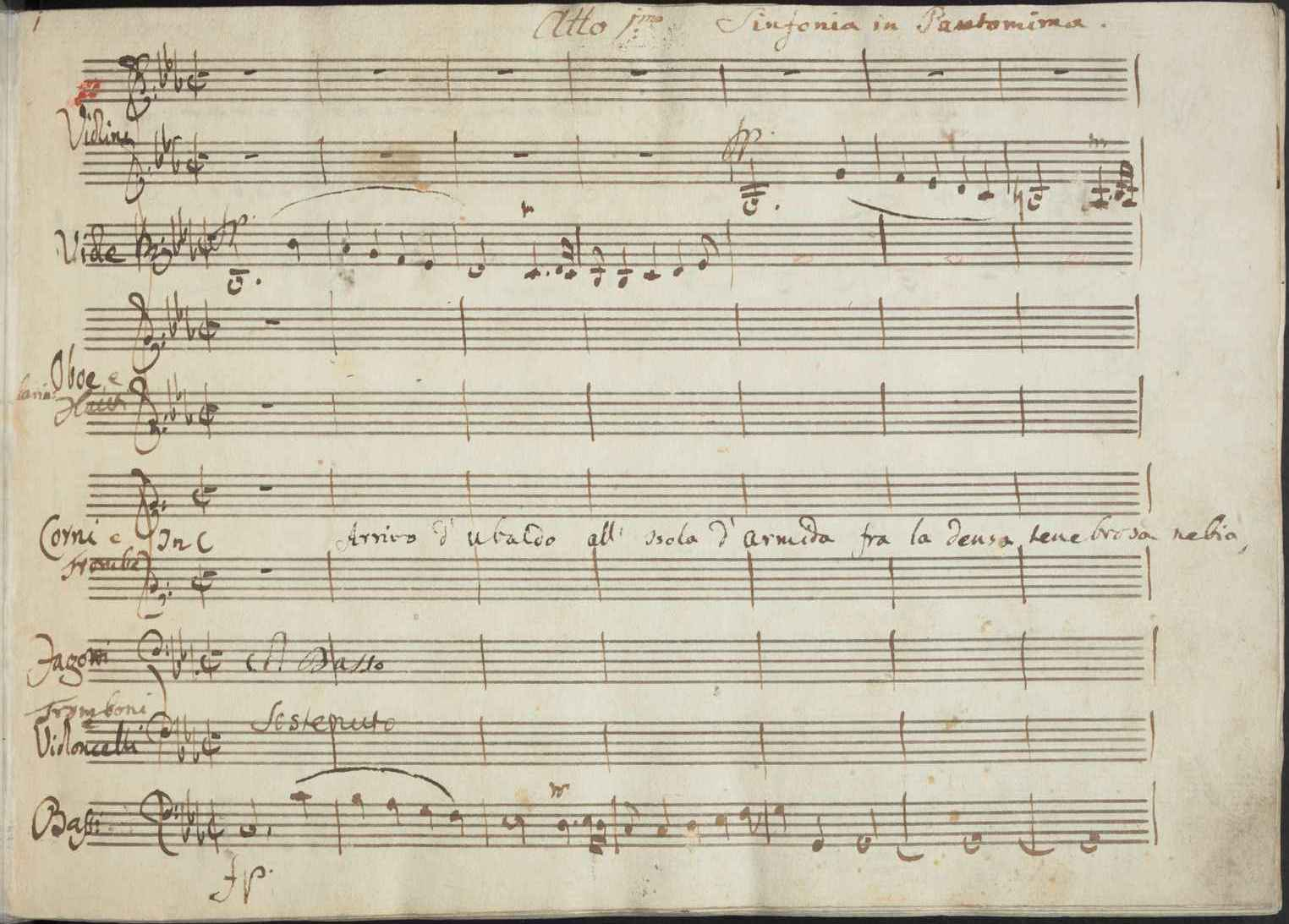
Beginn der Ouvertüre zu Salieris Armida in der autographen Partitur

- 2. Juni: Die Oper Armida von Antonio Salieri auf das Libretto von Marco Coltellini, basierend auf dem Armida-Stoff des Werkes Das befreite Jerusalem von Torquato Tasso, hat ihre Uraufführung am Burgtheater in Wien. Nach seinem Premierenerfolg verbreitet sich das Werk rasch in Europa.
- 17. Oktober: Die Serenata Ascanio in Alba von Wolfgang Amadeus Mozart auf ein Libretto von Giuseppe Parini wird im Teatro Ducale in Mailand anlässlich der Hochzeit Erzherzog Ferdinands von Österreich mit Prinzessin Maria Beatrice von Este mit großem Erfolg uraufgeführt. Der 15-jährige Mozart hat die Musik in nur dreieinhalb Wochen geschrieben. Am gleichen Abend wird auch die Oper Il Ruggiero von Johann Adolph Hasse uraufgeführt.

### Gesellschaft
- 14. Januar: Matthias Klostermayr, der Bayerische Hiasl, wird in Osterzell festgenommen. Am 6. September wird er hingerichtet.
- Der Fürst von Nassau-Usingen erteilt eine Konzession für das Glücksspiel in Wiesbaden.
- Bestätigung der Abschaffung des „Blauen Montags“ durch Erneuerung eines Reichstagsbeschlusses von 1731

### Religion

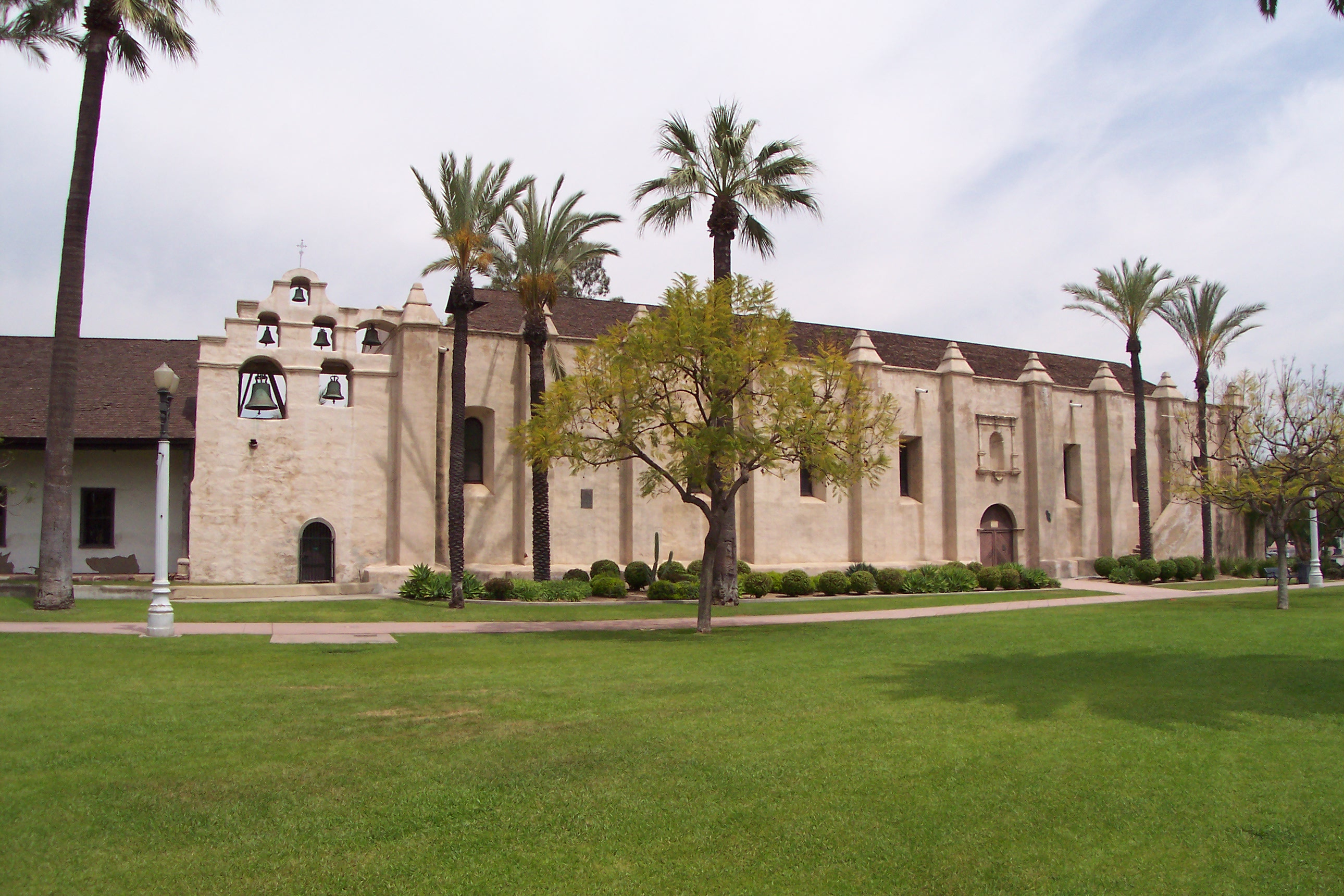
Mission San Gabriel Arcángel

- 8. September: In Kalifornien wird die Mission San Gabriel Arcángel gegründet.
- Der buddhistische Putuo-Zongcheng-Tempel in der chinesischen Provinz Hebei wird fertiggestellt.

### Katastrophen
Die große Hungersnot in Deutschland führt dazu, dass der Kartoffelanbau nachhaltig von einigen aufgeklärten Herrschern gefördert wird.
- Moskauer Pestrevolte

## Geboren

### Erstes Quartal
- 01. Januar: Georges Cadoudal, französischer General († 1804)
- 06. Januar: Conrad Geiß, deutscher Eisenkunstgießer und Eisengussfabrikant († 1846)
- 12. Januar: Pierre-Louis de Blacas d’Aulps, französischer Staatsmann und Diplomat († 1839)
- 14. Januar: Christian Gottlieb Bruch, deutscher evangelischer Geistlicher († 1836)
- 14. Januar: Jean-Louis-Ebenezer Reynier, französischer General († 1814)
- 16. Januar: Christoph Maurus Fuchs, deutscher Maler († 1848)
- 16. Januar: Joseph Antoine Morio, französischer Offizier und Kriegsminister des Königreichs Westphalen († 1811)
- 17. Januar: Armand de Polignac, französischer Hochadeliger und bayrischer Fürst († 1847)
- 21. Januar: Maximilian von Auersperg, österreichischer General der Kavallerie († 1850)
- 22. Januar: James Fenner, US-amerikanischer Politiker († 1846)
- 29. Januar: Samuel Gottlieb Hünerwadel, Schweizer evangelischer Geistlicher und Hochschullehrer († 1848)
- 30. Januar: George Bass, englischer Forschungsreisender († 1803)
- 11. Februar: August Friedrich Wilhelm Rudolph, deutscher Pädagoge († 1826)
- 19. Februar: Levin Friedrich von Bismarck, preußischer Regierungspräsident des Regierungsbezirks Magdeburg († 1847)
- 22. Februar: Vincenzo Camuccini, italienischer Maler († 1844)
- 24. Februar: Johann Baptist Cramer, englischer Pianist und Komponist († 1858)
- 25. Februar: Johan Henrik Schrøter, färöischer Pfarrer und Literat († 1851)
- 28. Februar: François-Josèphe Kinson, flämischer Maler († 1839)
- 03. März: Gerhard Philipp von Closter, preußischer Offizier († 1848)
- 04. März: Georg Forst, nassauischer Amtmann und Justizrat († 1857)
- 04. März: August Gotthilf Gernhard, deutscher Pädagoge und Philologe († 1845)
- 05. März: Wilhelm Daniel Joseph Koch, deutscher Botaniker († 1849)
- 10. März: Friedrich Creuzer, deutscher Philologe († 1858)
- 14. März: Józef Chłopicki, polnischer General († 1854)
- 17. März: Karl Theodor von Pappenheim, bayerischer Feldzeugmeister und letzter regierender Reichsgraf der Grafschaft Pappenheim († 1853)
- 20. März: Heinrich Clauren, deutscher Schriftsteller († 1854)
- 22. März: Heinrich Zschokke, deutsch-schweizerischer Schriftsteller, Pädagoge und Politiker († 1848)
- 31. März: Karl Joachim, Fürst zu Fürstenberg († 1804)

### Zweites Quartal
- 03. April: Hans Nielsen Hauge, norwegischer Glaubensbote († 1824)
- 03. April: Johann Georg Heine, Württemberger Orthopädiemechaniker und Arzt († 1838)
- 04. April: Étienne Tardif de Pommeroux de Bordesoulle, französischer General († 1837)
- 04. April: Pietro Pulli, italienischer Chemiker († 1842)
- 07. April: Fra Diavolo, italienischer Straßenräuber und Widerstandskämpfer († 1806)
- 08. April: William Rabun, US-amerikanischer Politiker († 1819)

Richard Trevithick

- 13. April: Richard Trevithick, britischer Erfinder und Maschinenbauer († 1833)

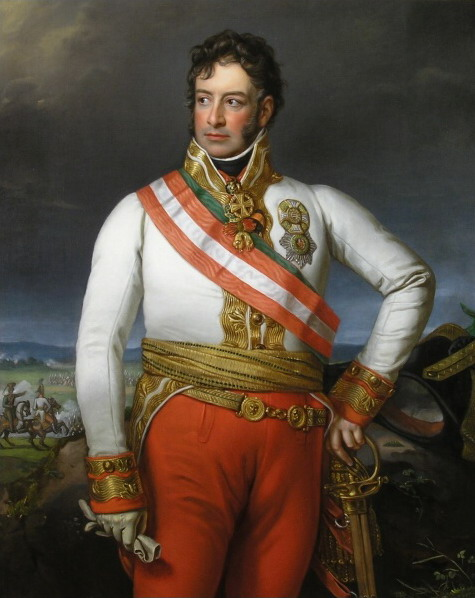
Karl Philipp Fürst zu Schwarzenberg

- 15. April: Karl Philipp zu Schwarzenberg, österreichischer General († 1820)
- 18. April: Aloys Wagner, deutscher katholischer Geistlicher († 1837)
- 27. April: Jean Rapp, französischer Graf, Generalleutnant und Adjutant von Napoleon Bonaparte († 1821)
- 06. Mai: Matthias Joseph Anker, österreichischer Geologe († 1843)
- 07. Mai: Johann Jakob Humann, französischer Bischof von Mainz († 1834)
- 14. Mai: Robert Owen, britischer Unternehmer († 1858)
- 14. Mai: Thomas Wedgwood, Pionier der Fototechnik († 1805)
- 19. Mai: Hendrik George de Perponcher Sedlnitzki, niederländischer General († 1856)
- 19. Mai: Rahel Varnhagen von Ense, preußische Schriftstellerin († 1833)
- 27. Mai: Johann Severin Vater, deutscher Theologe und Sprachforscher († 1826)
- 29. Mai: Theobald Fritz, österreichischer römisch-katholischer Theologe und Hochschullehrer († 1848)
- 05. Juni: Ernst August I., erster Herzog von Cumberland († 1851)
- 12. Juni: Patrick Gass, US-amerikanischer Soldat und Entdecker († 1870)
- 12. Juni: Gottfried Konrad Hecht, deutscher Beamter und Botaniker († 1837)
- 15. Juni: Philipp Emanuel von Fellenberg, Schweizer Pädagoge und Agronom († 1844)
- 20. Juni: Heinrich Friedrich Isenflamm, deutscher Mediziner († 1828)
- 22. Juni: August Pichler, österreichisch-deutscher Schauspieler und Schauspieldirektor († 1856)
- 22. Juni: Johann Ernst Plamann, deutscher Reformpädagoge († 1834)
- 23. Juni: Hermann von Boyen, preußischer General († 1848)
- 30. Juni: Manuel Fernandes Tomás, portugiesischer Jurist und Staatsmann († 1822)

### Drittes Quartal
- 06. Juli: Johann Kaspar Adolay, deutscher Notar († 1853)
- 07. Juli: Miguel Ricardo de Álava, spanischer General und Diplomat († 1843)
- 07. Juli: Johann Philipp Krebs, deutscher Altphilologe († 1850)
- 14. Juli: Karl Asmund Rudolphi, schwedischer Naturforscher († 1832)
- 25. Juli: Johann Georg Bürgy, deutscher Orgelbauer († 1841)
- 08. August: Ernst Konstantin, paragierter Landgraf von Hessen-Philippsthal († 1849)
- 15. August: Walter Scott, schottischer Schriftsteller († 1832)
- 16. August: Jonathan Roberts, US-amerikanischer Politiker († 1854)
- 23. August: Carl Günther von Schwarzburg-Rudolstadt, deutscher Polizeidirektor († 1825)
- 24. August: Georg von Reichenbach, bayerischer Erfinder und Ingenieur († 1826)
- 26. August: Karoline von Hessen-Homburg, Regentin des Fürstentums Schwarzburg-Rudolstadt († 1854)
- 26. August: Johann Christoph Spiess, deutscher reformierter Pfarrer und Konsistorialrat in Frankfurt am Main († 1829)
- 28. August: Jeremiah Brown Howell, US-amerikanischer Politiker († 1822)
- 29. August: Christian August Fischer, deutscher Schriftsteller († 1829)
- 05. September: Karl von Österreich-Teschen, österreichischer Erzherzog und Feldherr († 1847)
- 10. September: Caroline Vanhove, niederländisch-französische Schauspielerin († 1860)

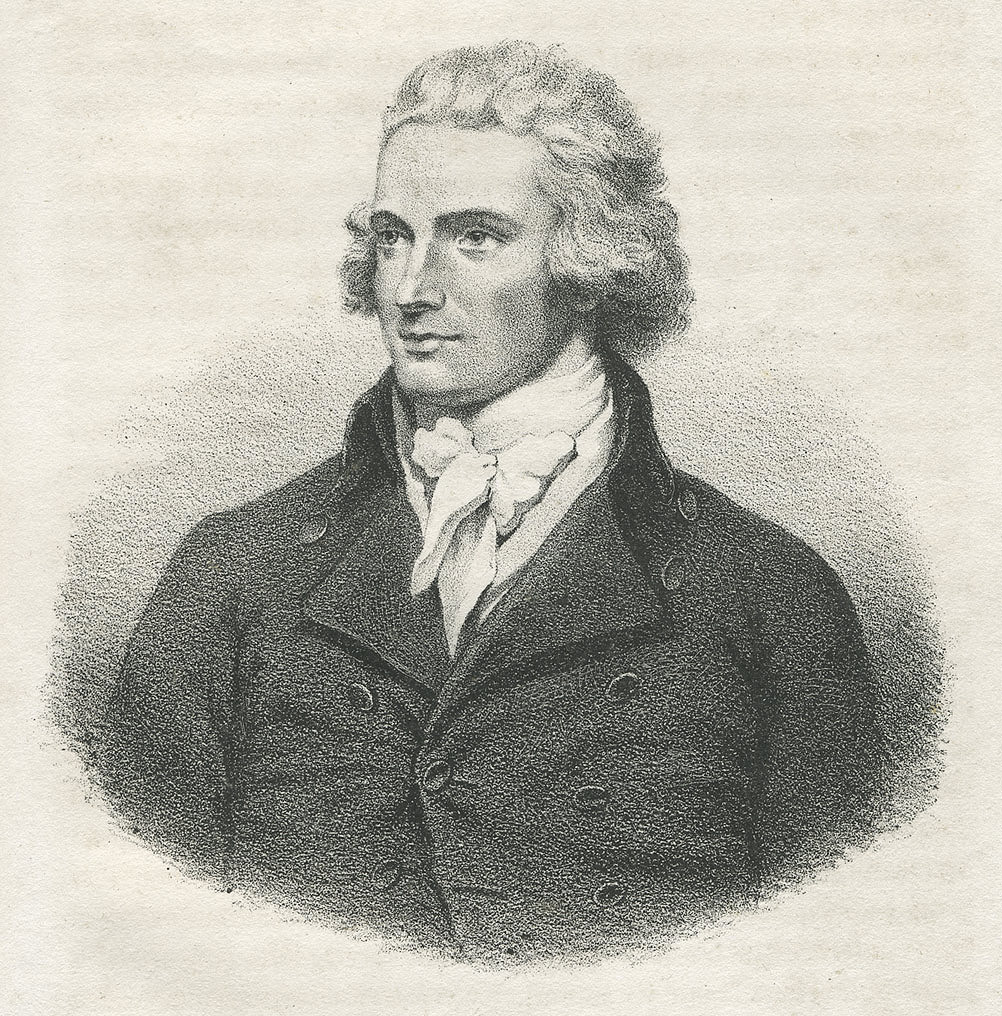
Mungo Park

- 11. September: Mungo Park, britischer Afrikaforscher († 1806)
- 16. September: Friedrich Johann Christoph Cleemann, deutscher evangelischer Geistlicher und Privatgelehrter († 1825)
- 17. September: August Apel, deutscher Jurist und Schriftsteller († 1816)
- 21. September: Katharina Lanz, Tiroler Freiheitskämpferin († 1854)
- 22. September: Friedrich Carl Adolf von Lindemann, deutscher Offizier († 1824)
- 22. September: Christian Wurm, bayerischer Polizeikommissär der Stadt Nürnberg († 1835)
- 23. September: Kōkaku, Kaiser von Japan († 1840)
- 24. September: Andoche Junot, französischer General und Adjutant Napoléons († 1813)
- 27. September: Julius August Ludwig Wegscheider, preußischer protestantischer Theologe († 1849)

### Viertes Quartal
- 01. Oktober: Pierre Baillot, französischer Violinspieler und Komponist († 1842)
- 06. Oktober: Jeremiah Morrow, US-amerikanischer Politiker († 1852)
- 09. Oktober: Friedrich Wilhelm, Herzog zu Braunschweig-Lüneburg († 1815)
- 10. Oktober: Ambros Rieder, österreichischer Komponist und Organist († 1855)
- 11. Oktober: Ludwig Heinrich Wilhelm von Arnim, deutscher Verwaltungsbeamter, Rittergutsbesitzer und Parlamentarier († 1848)
- 13. Oktober: Gotthelf Fischer von Waldheim, deutscher Zoologe und Geologe († 1853)
- 14. Oktober: Christian Gottfried Daniel Stein, deutscher Geograph († 1830)
- 21. Oktober: Alexandre-Étienne Choron, französischer Musikwissenschaftler und -pädagoge († 1834)
- 22. Oktober: Karl Joseph von Aulock, deutscher Titularbischof († 1830)
- 24. Oktober: Friedrich Benjamin Bucher, sächsischer Jurist, Wirtschaftspolitiker und Übersetzer († 1826)
- 24. Oktober: Johannes Weitzel, deutscher Schriftsteller, Verleger und Bibliothekar († 1837)
- 27. Oktober: Johann Christian Wilhelm Augusti, deutscher Theologe, Archäologe und Orientalist († 1841)
- 01. November: Stephan Schütze, deutscher Schriftsteller, gehörte zum Goethekreis († 1839)
- 05. November: Michael Traugott Pfeiffer, deutsch-schweizerischer Musikpädagoge († 1849)

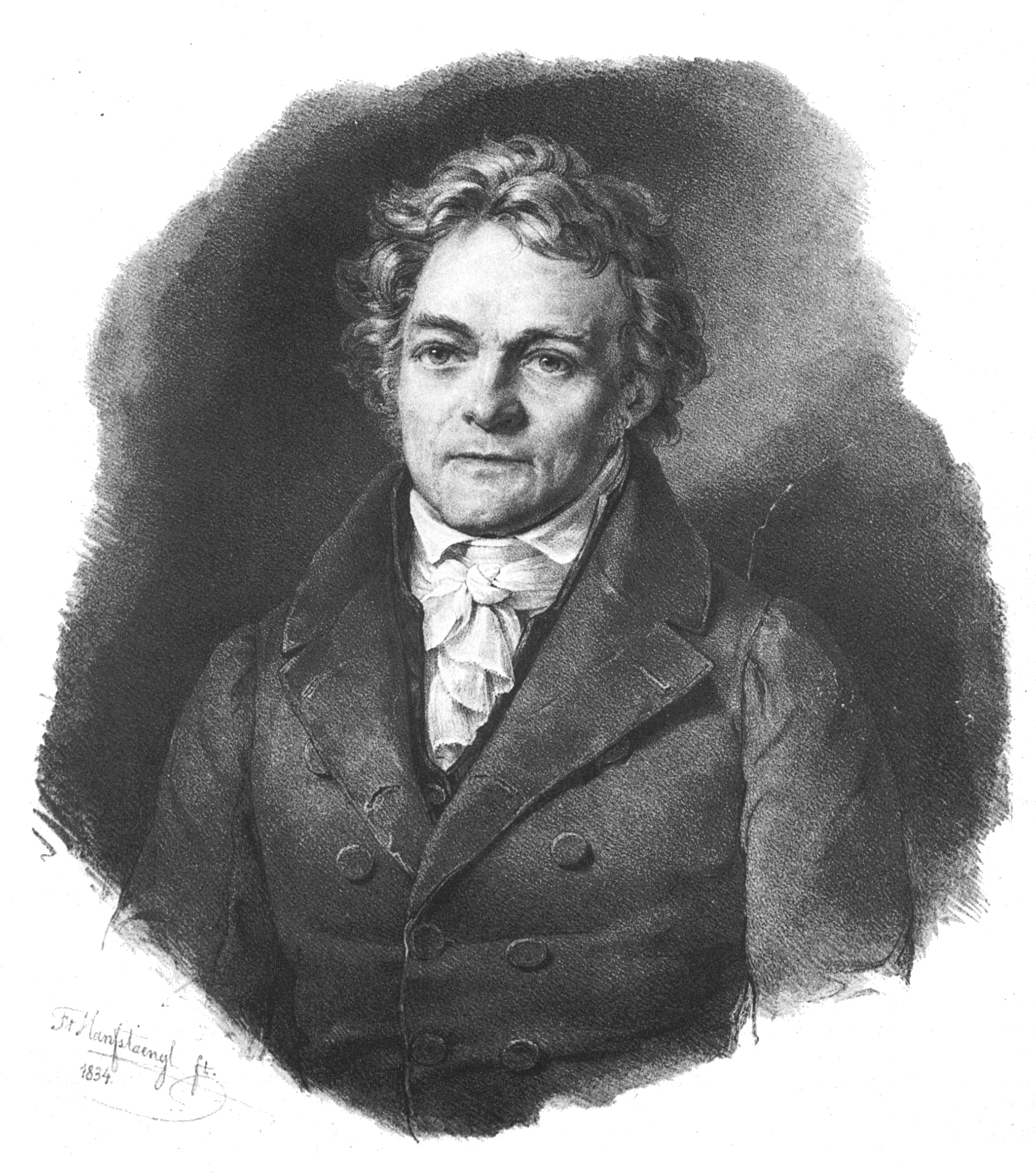
Alois Senefelder 1834

- 06. November: Alois Senefelder, österreichischer Schauspieler und Theaterschriftsteller, Erfinder der Lithographie († 1834)
- 15. November: Jean Charles Abbatucci, französischer General († 1796)
- 17. November: Leopold Ackermann, österreichischer Theologe († 1831)
- 23. November: Georg Friedrich Aschenborn, preußischer Beamter († 1852)
- 28. November: Christian Friedrich Bernhard Augustin, deutscher Theologe, Schriftsteller und Historiker († 1856)
- 05. Dezember: Friedrich Ferdinand Gottlieb von Globig, kursächsischer Geheimer Rat und Oberkammerherr († 1852)
- 16. Dezember: William B. Cooper, US-amerikanischer Politiker († 1849)
- 18. Dezember: Jean Antoine Michel Agar, französischer Staatsbeamter († 1844)
- 19. Dezember: Nicolas-Joseph Maison, französischer General, Marschall von Frankreich († 1840)
- 25. Dezember: Charles Athanase Walckenaer, französischer Staatsbeamter und Wissenschaftler († 1852)
- 25. Dezember: Dorothy Wordsworth, britische Poetin und Tagebuchautorin († 1855)
- 26. Dezember: Heinrich Joseph von Collin, österreichischer Schriftsteller († 1811)
- 29. Dezember: Nikolaus Daniel Hinsche, deutscher Bürgermeister und Schriftsteller († 1848)
- 30. Dezember: Dudley Chase, US-amerikanischer Politiker († 1846)

### Genaues Geburtsdatum unbekannt
- Marko Badovinac, griechisch-katholischer Geistlicher und Bildhauer († 1851)
- Alojzy Feliński, polnischer Schriftsteller († 1820)
- Sergei Malzow, russischer Unternehmer († 1823)

## Gestorben

### Erstes Halbjahr
- 02. Januar: Louis-Charles-César Le Tellier, französischer General, Marschall von Frankreich (* 1695)
- 12. Januar: Jean-Baptiste de Boyer, französischer Schriftsteller und Philosoph (* 1703)
- 19. Januar: John Burton, englischer Arzt und Antiquar (* 1710)
- 06. Februar: Johann Wolfgang Textor, deutscher Reichs-, Stadt- und Gerichtschultheiß (* 1693)
- 06. Februar: Johannes Daniël van Lennep, niederländischer Philologe (* 1724)
- 08. Februar: Johann Anton Tillier, Schultheiss von Bern (* 1705)

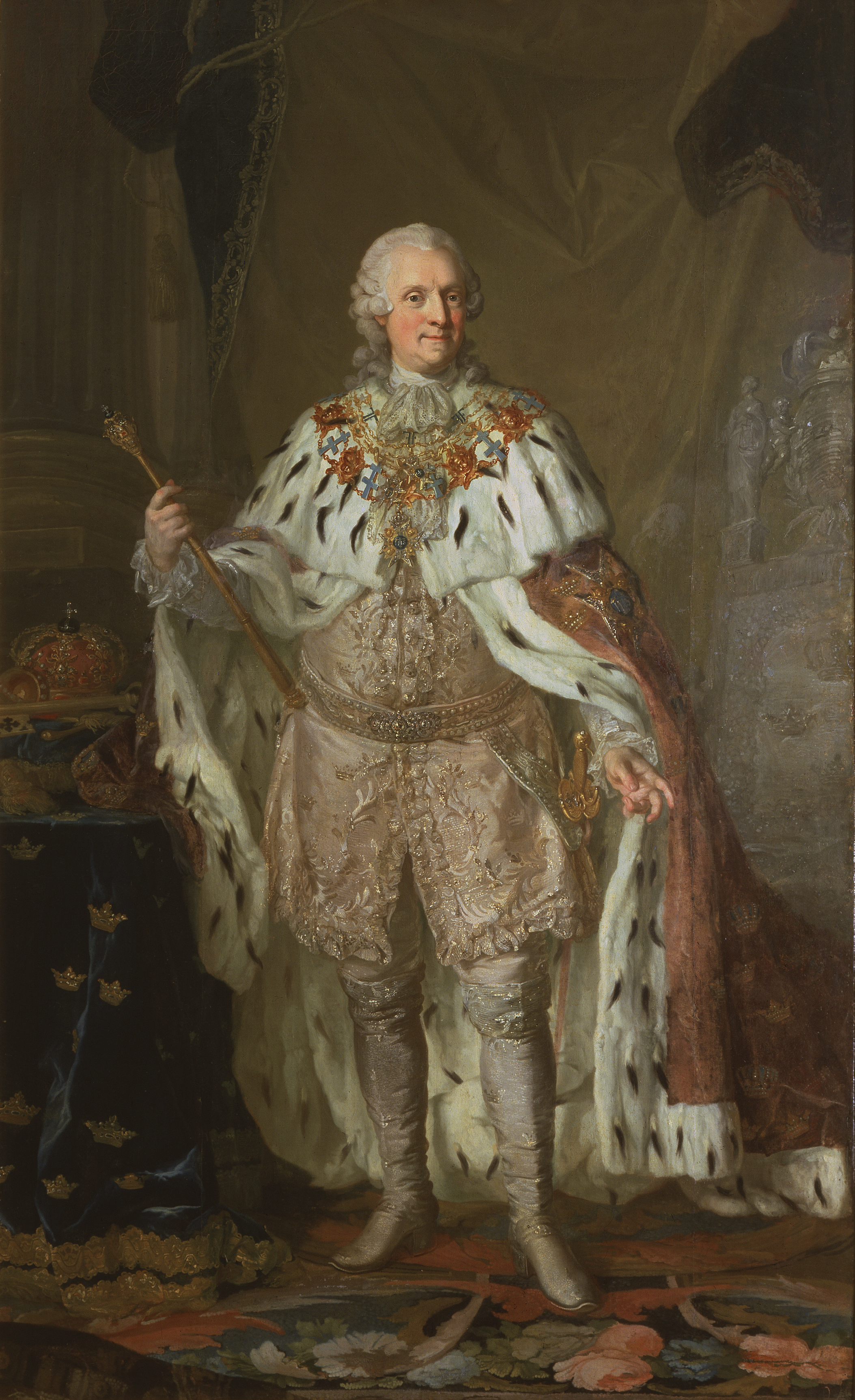
Adolf Friedrich von Schweden

- 12. Februar: Adolf Friedrich, König von Schweden (* 1710)
- 19. Februar: Wilhelm Graf von Fermor, russischer General (* 1702)
- 25. Februar: Esaias Meyer, Bürgermeister von Heilbronn (* 1684)
- 20. März: Louis-Michel van Loo, französischer Porträtmaler (* 1707)
- 22. März: Gottlieb Wilhelm Rabener, deutscher Schriftsteller und Publizist der Aufklärung (* 1714)
- 24. März: William Shirley, britischer Kolonialgouverneur in Nordamerika (* 1694)
- 26. März: Karl O’Donnell, Graf von Tyrconnel (* 1715)
- 30. März: Anton Joseph Hampel, deutscher Entwickler des Vorläufers des heutigen Waldhorns (* 1710)
- 08. April: Johann Kaspar Barthel, deutscher katholischer Kirchenrechtler und Hochschullehrer (* 1697)
- 11. April: Rudolph Culemann, deutscher Beamter (* 1705)
- 18. April: Johann Emanuel Schweinefleisch, deutscher Orgelbauer (* 1721)
- 28. April: Valentin Rose der Ältere, deutscher Apotheker und Assessor (* 1736)
- 11. Mai: Franz Edmund Weirotter, österreichischer Maler und Radierer (* 1733)
- 12. Mai: Johann Matthias Schreiber, deutscher Orgelbauer (* 1716)
- 07. Juni: Florian Bahr, deutscher Jesuit und China-Missionar (* 1706)
- 16. Juni: Louis de Bourbon, Graf von Clermont, französischer Kirchenmann, General und Libertin (* 1709)
- 17. Juni: Daskalogiannis, kretischer Aufständischer gegen die Osmanen (* um 1725)

### Zweites Halbjahr
- 07. Juli: Rudolph Chotek von Chotkow, Oberster Kanzler der Vereinigten Hofkanzlei in Wien (* 1706)
- 11. Juli: Anton Gartner, deutscher Orgelbauer (* 1707)
- 13. Juli: Johann Ludwig Lindhammer, deutscher evangelischer Theologe (* 1689)
- 18. Juli: Alexei Grigorjewitsch Rasumowski, russischer Feldmarschall und Liebhaber von Kaiserin Elisabeth Petrowna (* 1709)
- 24. Juli: Johann George von Lindenau, deutscher Adliger (* 1704)
- 30. Juli: Thomas Gray, englischer Dichter, Gelehrter und Briefe-Schreiber (* 1716)
- 13. August: Joachim Arndt Saltzmann, königlicher Hofgärtner im Schloss Charlottenburg (* 1691)
- 19. August: Daniel Schiebeler, deutscher Schriftsteller (* 1741)
- 20. August: Jakob Pool, Schweizer Kaufmann und Plantagenbesitzer (* 1700)
- 04. September: Frederick Calvert, 6. Baron Baltimore, Lord Proprietor der Kolonie Maryland (* 1732)
- 06. September: Matthias Klostermayr, deutscher Anführer einer Räuberbande (* 1736)
- 17. September: Tobias Smollett, britischer Schriftsteller (* 1721)
- 000September: Pietro Auletta, italienischer Komponist und Organist (* 1698)
- 09. Oktober: Jan Klemens Branicki, polnischer Krongroßfeldherr (* 1689)
- 12. Oktober: Anton Gogeisl, deutscher Jesuit und China-Missionar (* 1701)
- 14. Oktober: František Xaver Brixi, tschechischer Komponist, Organist und Kapellmeister (* 1732)
- 14. Oktober: Tobias Schramm, deutscher Instrumenten- und Orgelbauer (* 1701)
- 21. Oktober: August Georg Simpert, Markgraf von Baden-Baden (* 1706)
- 24. Oktober: Charles Godefroi de La Tour d’Auvergne, Herzog von Bouillon, Pair von Frankreich und Reichsfürst (* 1706)
- 25. Oktober: Christian Ernst zu Stolberg-Wernigerode, deutscher Politiker (* 1691)
- 06. November: John Bevis, englischer Arzt und Amateurastronom (* 1695)
- 08. November: Joseph Gabler, deutscher Orgelbaumeister (* 1700)
- 09. November: Ludwig Debiel, österreichischer Jesuit und Theologe (* 1697)
- 13. November: Konrad Ernst Ackermann, preußischer Schauspieler und Mitbegründer der deutschen Schaubühne (* 1712)
- 20. November: Thomas Jefferys, englischer Geograph, Kartograph, Kupferstecher, Buchhändler, Verleger und Drucker (* um 1719)
- 21. November: Joaquín de Montserrat, spanischer Offizier, Kolonialverwalter und Vizekönig von Neuspanien (* 1700)
- 01. Dezember: Antal Grassalkovich I., ungarischer Staatsmann (* 1694)
- 03. Dezember: Jakob Wosky von Bärenstamm, sorbischer Geistlicher, Administrator des Bistums Meißen in den Lausitzen (* 1692)
- 05. Dezember: Giovanni Battista Morgagni, italienischer Pathologe (* 1682)
- 10. Dezember: Friedrich Benjamin Paul Loriol d’Anières, preußischer Jurist (* 1744)
- 12. Dezember: Theodor Arnold, deutscher Übersetzer, Lexikograph, Grammatiker und Lehrer (* 1683)
- 16. Dezember: Sigismund III. Christoph von Schrattenbach, Fürsterzbischof von Salzburg (* 1698)
- 26. Dezember: Claude Adrien Helvétius, französischer Philosoph (* 1715)
- 27. Dezember: Henri de Pitot, französischer Wasserbauingenieur (* 1695)
- 31. Dezember: Christian Adolph Klotz, deutscher Philologe (* 1738)

### Genaues Todesdatum unbekannt
- Johann Wilhelm Arndts, kurkölnischer Beamter (* 1710)
- Arnold Heinrich von Aussen, preußischer Beamter und Gutsbesitzer (* 1698)
- Tokugawa Munetake, japanischer Samurai und Waka-Dichter (* 1715)
- Giuseppe Maria Tanfani, italienischer Geiger und Komponist (* 1689)